# Ивана Бркић
Ивана Бркић (Загреб, 11. септембар 1986), хрватска је певачица, била је најпопуларнија тинејџерска поп звезда у Хрватској у првој половини 2000-их година. Њен изворни жанр је био денс, али се током каријере проширио и на поп.

## Биографија
Каријеру је почела веома рано, као девојчица од 12 година. Почетком 1999. године објавила је свој први сингл и спот „Сваки поглед твој“, након чега је у јесен исте године уследио други сингл под називом „Без тебе“.
Њена мајка Драгица Бркић је током 1980-их и 1990-их била кафанска певачица, а посебно средином 1990-их, најпознатија у Загребу и Хрватској. Такође се појавила у популарној ТВ емисији Дениса Латина "Латиница".

## Каријера
У јесен 2000. Ивана је објавила деби албум "Прсте к себи". Својим изгледом, певањем, животним односом заинтригирала је публику и ширу јавност (често је изјављивала, па чак и Жељку Малнару) да ће, када порасте, бити пословна жена, односно „директорка“), али и композиторски тим који је заједно са својим продуцентским тимом окупила на свом ЦД-у. Били су то, између осталих: Џибони, Влада Дивљан из групе Идоли, Енес Твртковић (који је био музички продуцент сва три њена албума), Давор Тоља. . .
Са најавним синглом тог албума "Опраштам ти" Ивана је наступила на Задарфесту у октобру 2000. године, где је освојила награду за најбољег дебитанта. Током 2001. године, Ивана је снимила и објавила чак 5 спотова, а у целој каријери - укупно 20.
Година 2002. година је била прекретница. Објавила је свој други албум "Узми све" са којим је постала највећа тинејџерска звезда у земљи. У време његовог објављивања, тек је напунила 16 година.
У музичком смислу те речи, „Узми све” је био веома модеран албум, са видљивим ослонцем на тада актуелни евроденс. Његова главна специфичност састојала се у томе што су ту, између осталих, били окупљени врхунски хрватски рок аутори, као што су Хусеин Хасанефендић из Парног ваљка, Маријан Бан, Дарко Рундек. Типичан пример таквог поступка био је најавни сингл тог албума „Само шути”, аутора Маријана Бана.
Период 2002-2005. представља врхунац Иванине каријере, када је објавила своје највеће хитове: "СМС", "Само шути", "Није ме срам", "Превише од мене тражиш", "Очи боје кестена", " Њежно, њежније“, „Кора под ногама“. . .
„Узми све” је био и Иванин најпродаванији албум; са њим је освојила „сребрну плочу“ (7500 продатих примерака).
У децембру 2002 Ивана је посетила Деда Мраза у Финској, о чему је објављена велика фото репортажа у загребачком недељнику "Глорија".
Од 2002. године до краја каријере Ивана Бркић је, осим у Хрватској, често наступала и у Словенији (као и у Босни и Херцеговини), углавном у дискотекама и клубовима.
Сваке године, од 2001. до 2005, Ивана је наступала на Хрватском радијском фестивалу, а највећи успех на тој музичкој манифестацији постигла је 2005. године са песмом „Кора под ногама“, која је према прикупљеним гласовима проглашена хитом године путем СМС-а.
Крајем 2005. год Ивана Бркић објавила је трећи и последњи албум „Све је само фол“. Највећи хит на њему била је песма "Луда мала", коју је написао београдски ауторски тандем Горан Ратковић Рале - Марина Туцаковић. Албум је проглашен за „албум године“, али није доживео пуну промоцију јер је Ивана, као што га је објавила, нагло прекинула каријеру.
Разлоге свог одласка са хрватске естрадне сцене детаљно је објаснила Ивана Бркић у свом великом и такође опроштајном интервјуу, објављеном у марту 2006. Била је то њена пуна посвећеност вери и Јеховиним сведоцима, чији је члан, заједно са мајком и старијим братом, постала деведесетих година, пре почетка своје музичке каријере. Напустила је музику на врхунцу популарности. Ивана Бркић је једина певачица, и генерално једина позната личност, која се нашла на насловној страни часописа "ОК!" 
Истицала се и честим, увек пажљиво разрађеним променама стајлинга; стилисти су јој били Борис Павлин, Невен Цигановић, Модни Мачак и други.
Од 2011. године Ивана Месић (како се сада презива), заједно са супругом Емиром Месићем из Босне и Херцеговине (класични музичар, дипломирао је на Академији у Љубљани), живи у Љубљани и веома је активна у заједници Јеховиних сведока. Године 2012. имала је „пост-фестум“ интервју на Народном радију, у популарној емисији Далибора Петка.